# 協三工業
協三工業株式会社（きょうさんこうぎょう）は、福島県福島市にある日本の鉄道車両メーカー、鋼構造物メーカー。
なお、信号機・電力変換システムなどのメーカーである京三製作所とは無関係の別会社である。

## 主な製品

### 鉄道車両
鉄道工場、鉱山などで使用する小型ディーゼル機関車や、遊園地・テーマパークなどで遊戯物として使用する小型蒸気機関車および客車など、小型鉄道車両の製造が主である。
2013年（平成25年）現在、日本国内で蒸気機関車を新製可能な唯一のメーカーである。かつて、国鉄向けの貨車を製造していた時期もある。

### クレーン
天井クレーン、ジブクレーンなどの工場用クレーンの製造を行っている。

## 沿革
日中戦争開戦後に軍事用としての小型蒸気機関車の需要増を見込んで設立された新興機関車メーカーのひとつで、浅野久雄、信雄兄弟とその義弟である斎藤捨治の3名により創業された。その社名は毛利元就が3人の息子に「三本の矢」を与えて一族の団結を説いた故事に由来し、3兄弟が一致団結して事業に邁進する事の決意表明であった。
最初の機関車は海軍横須賀施設部に納入されている。このような新興メーカーのほとんどは太平洋戦争終結前後に廃業あるいは業態転換したが、協三工業は森林鉄道、専用鉄道、土木工事用鉄道などで使用する小型蒸気機関車の製造を続けた。もっとも、雨宮製作所や日本車輌製造などが1910年代以降に製造した小型機関車をルーツとし、立山重工業などによって確立され、車両統制会の「小型蒸気機関車専門委員会」によって規格化が実施された規格形機関車を基本とする同社製蒸気機関車は、その製造時期が戦時中に集中しているためもあり、設計・工作共にレベルの低いものが含まれており、運用現場で不評を買う例が少なからずあったという。
1950年（昭和25年）からは小型ディーゼル機関車・ガソリン機関車も製造開始し、中部から北海道にかけての森林鉄道や、仙台鉄道・山形交通・沼尻鉄道・頸城鉄道などの東北地方を中心とする地方鉄道、それに建設省の各河川工事事務所などへの納入実績が知られている。これらのディーゼル機関車の中には蒸気機関車の台枠や動輪を利用して製造したものもあった。また、特に国鉄向け貨車移動機では最大手の一つであった。
1952年（昭和27年）からは国鉄貨車の製造にも参入し、コキ50000形をはじめ、1970年代まで多数の貨車を納入した。
ディーゼル機関車の普及によって1956年（昭和31年）製として糸魚川の東洋活性白土に納入された2号機を最後に蒸気機関車の需要が途絶した後も製造設備を残しており、1970年（昭和45年）に川崎重工業の下請けとしてカナダの第一号機関車であるシャンプレンアンドセントローレンス鉄道（英語: Champlain and St. Lawrence Railroad）の「ジョン・モルソン」の復元機関車を写真から設計図を起こして製造。したのをきっかけに、遊園地向けとして小型蒸気機関車の製造を再開した。
1991年（平成3年）にウエスタンリバー鉄道（東京ディズニーランド）向けに製造した100両目を最後に、20年にわたり蒸気機関車を製造しておらず、製造していた当時の社員も退職していたが、2011年（平成23年）に栃木県の個人の鉄道ファンから小型機関車の発注を受け、2013年（平成25年）1月に完成した。この車両は現在、栃木県の那珂川清流鉄道保存会で静態保存されている。東京ディズニーランドでは蒸気船マークトウェイン号の蒸気機関にも採用されている。

### 年表
- 1940年（昭和15年）2月1日 協三工業福島工場を設立。本社は福島市三河南町に置き、東京事務所を東京市に置く。
- 1942年（昭和17年）3月30日 協三工業株式会社を設立。
- 1962年（昭和37年） 本社工場を伊達町（現・伊達市）に新設[5]。
- 1964年（昭和39年） 東京事務所を新宿区歌舞伎町に移転。
- 1988年（昭和63年） 東京事務所を新宿区百人町に移転。
- 1993年（平成5年） 本社工場を福島市の佐倉西工業団地（現在地）に移転。